# Marjan Mahnič
Marjan Mahnič, slovenski častnik, obrambni, vojaški, letalski in pomorski ataše, * 7. oktober 1951, Ljubljana.
Brigadir Mahnič je bil do 1. julija 2003 rezidenčni obrambni, vojaški, letalski in pomorski ataše Republike Slovenije.

## Vojaška kariera
- obrambni ataše,... (1999–1. julij 2003)

## Odlikovanja in priznanja
- bronasta medalja generala Maistra (11. maj 1998)